# قيادة الدفاع الجوي (إسرائيل)
القيادة الإسرائيلية للدفاع الجوي (بالعبرية: מערך ההגנה האווירית) هو وحدة الجيش الاسرائيلي المسؤولة عن ألجبهة الأرضية من الدفاع الجوي، استكمالا للدفاع الجوي الذي توفره أسراب سلاح الجو الإسرائيلي. كان في البداية جزء من سلاح المدفعية، إلا أنها أصبحت تحت قيادة سلاح الجو الإسرائيلي منذ عام 1970.

## التاريخ
خلال حرب 1948، كانت شبكة الدفاع الجوي جزءًا من سلاح المدفعية، وكانت تعتمد في المقام الأول على الأسلحة الرشاشة. خلال الستينات تم إدخال مدافع مضادة للطائرات موجهة بالرادار عيار 40 مم، وفي عام 1965 تم إطلاق صواريخ أرض جو إم آي إم-23، وتم تشغيلها من قبل وحدات سلاح الجو، وفي السبعينيات تم دمج شبكة الدفاع الجوي بالكامل مع القوات الجوية.
تدير قيادة الدفاع الجوي العديد من الأنظمة قصيرة المدى التي طورتها الولايات المتحدة مثل إم آي إم-23 هوكوشاباريل إم آي إم-72 وإم 163 فادس. سجلت قيادة الدفاع الجوي أفضل اعتراضات على مستوى عالمي مع معظم هذه الأنظمة، وبشكل رئيسي ضد سلاح الجو السوري.
بسبب التهديد الصاروخي المتزايد من قطاع غزة، أصبح نظام القبة الحديدية المطورة من إسرائيل مطبقًا عام 2011، وسجل النظام في نفس العام أول اعتراض له واعترض منذ ذلك الحين مئات الصواريخ قصيرة ومتوسطة المدى التي أطلقتها حماس من قطاع غزة، واشادة العالم بفعاليته ونجاحه وقتها، إلا أنه لم يثبت فاعليته فيخا بعد أمام الإطلاقات الصاروخية ذات الكثافات العالية.
في 23 سبتمبر 2014، تم إسقاط طائرة تابعة لسلاح الجو السوري من طراز سوخوي سو-24 بواسطة بطارية صواريخ أرض - جو من طراز إم آي إم-104 باتريوت، بعد عبورها خط وقف إطلاق النار بين سوريا وإسرائيل خلال مهمة هجوم برية ضد قوات المعارضة السورية. كانت هذه أول عملية إسقاط لطائرة معادية مأهولة بمنظومة باتريوت في العالم. قبل ذلك ببضعة أشهر، أسقطت بطاريات باتريوت الإسرائيلية طائرتي لحركة حماس. 

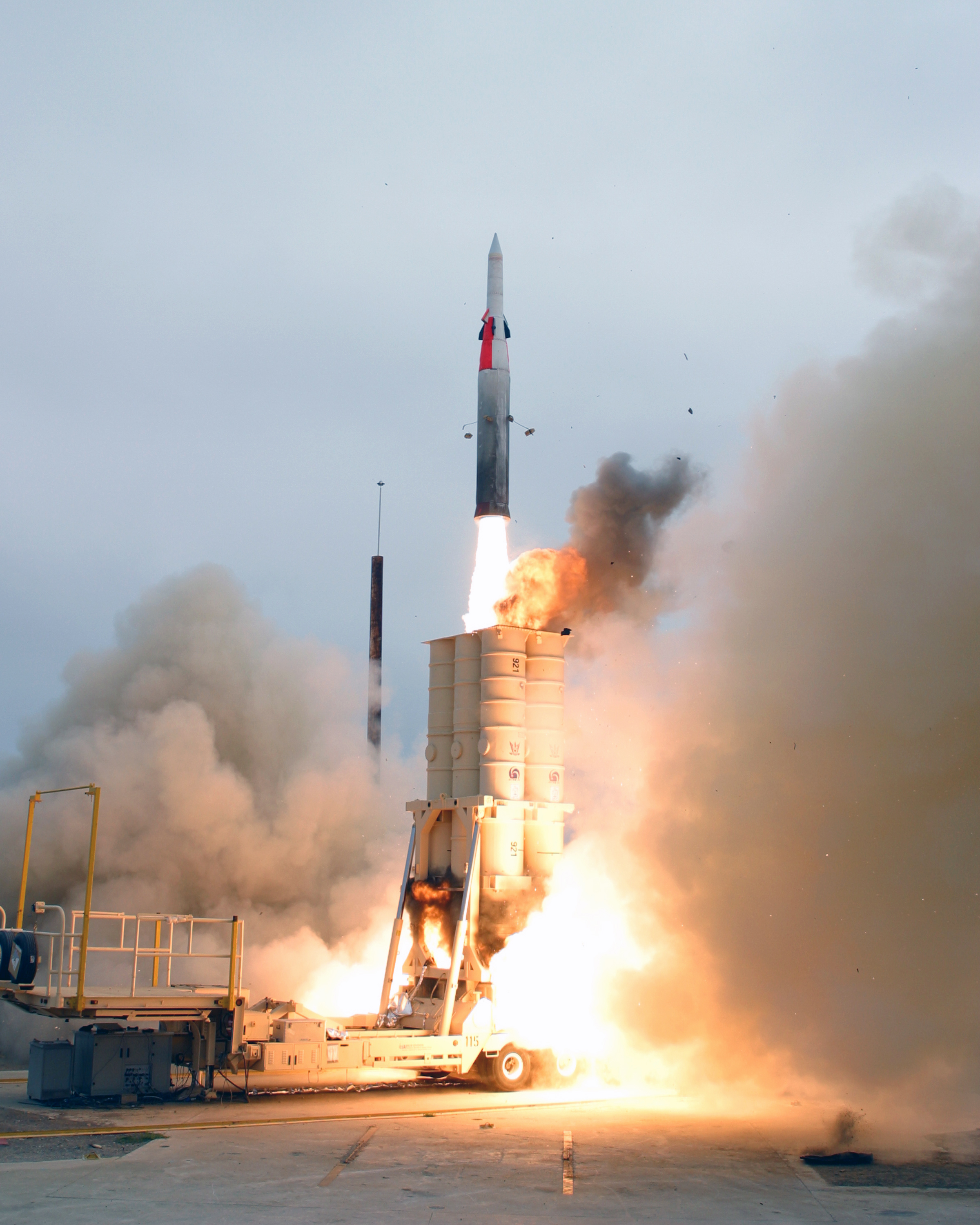
نظام صاروخ آرو 2

## الأسلحة والمعدات
- إم آي إم-104 باتريوت «ياهالوم»، منصة دفاع جوي تكتيكي عالية إلى متوسطة قادرة على إسقاط الطائرات والصواريخ الباليستية. تم تطوير أنظمة صواريخ باتريوت الإسرائيلية من الناحية التكنولوجية منذ دخولها الخدمة.[7] خلال عام 2014 سجلت البطاريات الإسرائيلية «ياهالوم» أول إسقاطات للنظام في العالم.
- صاروخ أرو، نظام دفاع صاروخي مسرحي إسرائيلي أمريكي يهدف إلى وقف الصواريخ الباليستية في الستراتوسفير، وتمتلك إسرائيل بطاريات صواريخ آرو 2 وآرو 3.
- صاروخ مقلاع داوود، نظام اعتراض دفاعي صاروخي متوسط إلى بعيد المدى. قادرة على إسقاط أي نوع من الصواريخ الباليستية التكتيكية المتقدمة، وصواريخ كروز المتقدمة وكبيرة العيار والطائرات بدون طيار والمقاتلات والطائرات القاذفة.
- القبة الحديدية، نظام دفاع جوي قصير المدى مصمم للدفاع ضد الصواريخ وقذائف المدفعية والذخائر الموجهة بدقة. أصبحت البطارية الأولى جاهزة للعمل في مايو 2010.[8]

## التنظيم
على الرغم من كونها جزءًا من سلاح الجو، إلا أن القيادة لديها نفس هيكل سلاح المدفعية. قائدها الحالي هو العميد شاحار شوحاط، الذي يخضع مباشرة لقائد القوات الجوية.